# آیدل نوجوان
آیدل نوجوان (به انگلیسی: Teen Idol) به ستاره‌ای گفته می‌شود که در میان نوجوانان طرفداران زیادی پیدا کند (ایدول در زبان انگلیسی به معنی الگو یا بت است). ایدول‌های نوجوانان ممکن است بزرگ یا نوجوان باشند. برخی از ایدول‌های نوجوانان از نوجوانی به شهرت رسیدند مانند بریتنی اسپیرز، آوریل لوین، مایلی سایرس، هیلاری داف ، لیندزی لوهان، بیلی آیلیش و بی‌تی‌اسوواندایرکشن.

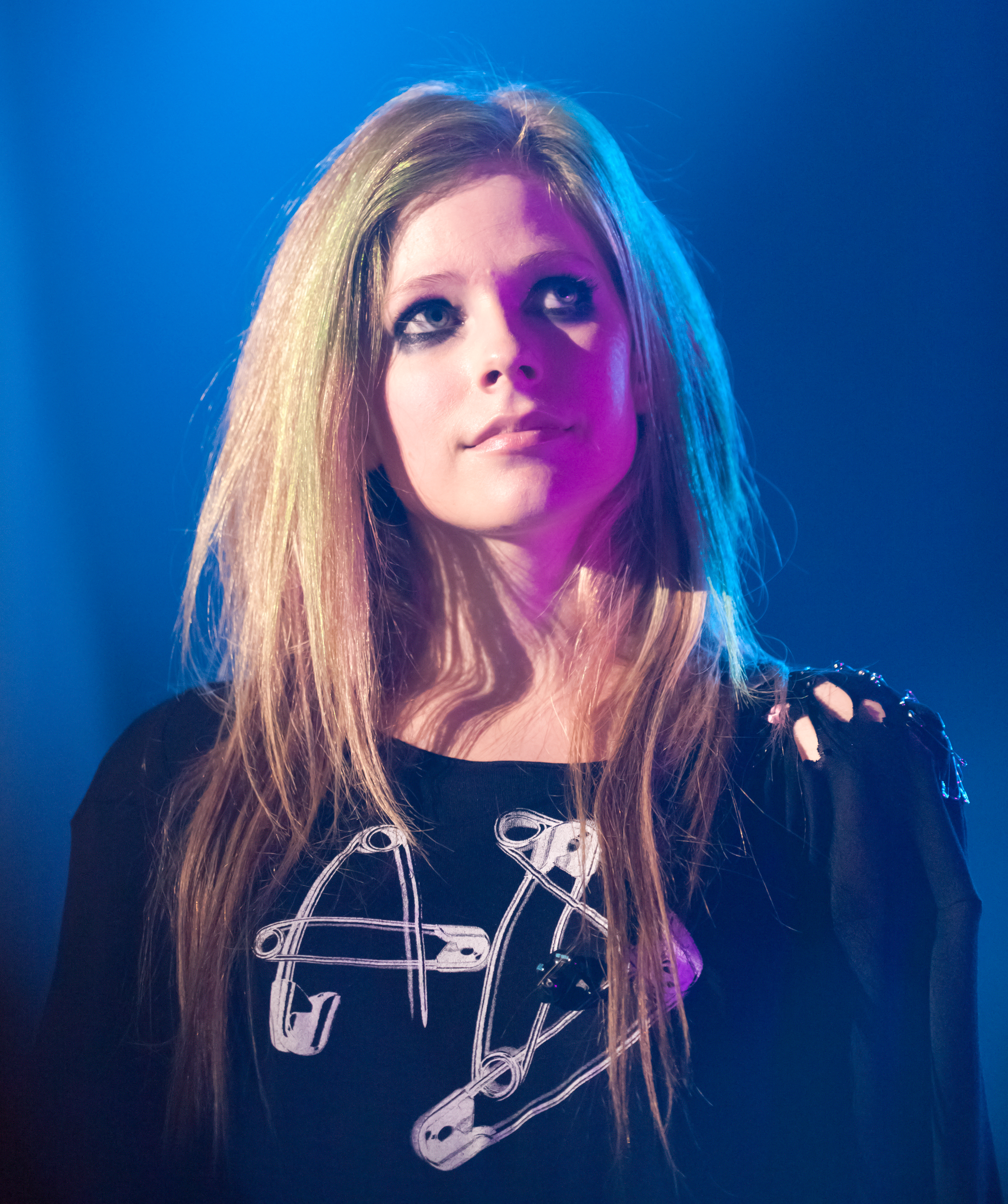
آوریل لوین پس از انتشار اولین آلبوم خود در سال ۲۰۰۲ ، ایدول نوجوان شد.